# 近鉄電気エンジニアリング
近鉄電気エンジニアリング株式会社（きんてつでんきエンジニアリング）は、大阪府大阪市天王寺区に本社を置く、近鉄グループの企業。

## 概要
2001年（平成13年）10月、近畿工業株式会社より鉄道設備事業を譲り受け、営業を開始。
事業内容
公式サイトを参照。